# Бовер, Гюстав
Гюстав Бовер (фр. Gustave Beauverd, 1867 — 1942) — швейцарский ботаник.   

## Биография
Гюстав Бовер родился 20 марта 1867 года в Женеве.
Он внёс значительный вклад в ботанику, описав множество видов растений.
Гюстав Бовер умер в 1942 году.

## Научная деятельность
Гюстав Бовер специализировался на папоротниковидных, Мохообразных и на семенных растениях.

## Некоторые публикации
- Felippone, F; G Beauverd. 1925. Plantas nuevas en la flora del Uruguay. 1.er fascículo, 8 pp.